# Am Dam
Am Dam (àrab: أم دام, Am Dām) és la capital del departament de Djourf Al Ahmar, a la regió de Sila, al Txad, situada en un important encreuament de camins a la vall del riu Batha. És una petita ciutat situada aproximadament a uns 120 km del nord-oest de Goz-Beida i a uns 700 km per carretera de la capital, N'Djamena. Am Dam és també el nom de la sotsprefectura en la qual es troba la ciutat. La població de tota la sotsprefectura d'Am Dam és 77,593 habitants.
La ciutat es comunica amb l'exterior per l'aeroport d'Am Dam.

## Història
Va ser capturat pels rebels en el seu avanç sobre N'Djamena el 15 de juny de 2008. Una batalla prop de la ciutat va detenir una nova ofensiva rebel al maig 2009, amb més de 200 morts reportades.

## Demografia
|      | Població |
| ---- | -------- |
| 1993 | 2.166    |
| 2009 | 5.409    |